# Korliuhivka (Mîkolaiivka), Kirovohrad
Korliuhivka (în ucraineană Корлюгівка) este un sat în comuna Mîkolaiivka din raionul Kirovohrad, regiunea Kirovohrad, Ucraina.

## Demografie
Componența lingvistică a localității Korliuhivka
     Ucraineană (100%)
Conform recensământului din 2001, toată populația localității Korliuhivka era vorbitoare de ucraineană (100%).